# Guildo Horn
Guildo Horn, de son vrai nom Horst Köhler, est un chanteur de schlager allemand né le 15 février 1963 à Trèves.
Il est arrivé septième au concours Eurovision de 1998 avec son titre Guildo hat Euch lieb! (Guildo vous aime tous !).

## Albums
- 1992 : Rückkehr nach Mendocino
- 1995 : Sternstunden der Zärtlichkeit
- 1997 : Danke!
- 1999 : Schön!
- 2002 : Der König der Möwen
- 2003 : Guildo Horn featuring Pomp & Brass
- 2005 : Essential
- 2005 : Die Rocky Horny Weihnachtsshow